# Plauer See
Le lac de Plau ou, plus communément Plauer See, est un lac de Mecklembourg-Poméranie-Occidentale dont la majeure partie se trouve dans l’arrondissement de Parchim, et la partie nord et nord-est dans l’arrondissement de Müritz. Par la superficie, c'est le troisième plus grand lac du Mecklembourg (38,4 km²). Sa longueur du nord au sud est d'exactement 14 kilomètres et il présente une profondeur moyenne de 6,80 m. Par l'Elde qui l'alimente, il est en communication avec les lacs de Kölpinsee, de Fleesensee et de Müritz à l'est, et à l'ouest il communique avec l'Elbe par le canal Müritz-Elde.

## Présentation
La ville homonyme de Plau am See, grand centre touristique régional, s'étend sur le littoral ouest du lac. Tout autour du lac il y a de nombreuses infrastructures touristiques, comme les campings le long des berges nord et est, aux environs de Plau et sur l’île de Werder. Le pourtour du lac est aménagé en piste cyclable.
Le Plauer See était appelé Cuzhin ou Kuzin au XIIe siècle, en référence au château fort de Kutin ou Kutsin sur la rive ouest du lac. Le lac ne prit le nom de la ville de Plau que bien plus tard.
La moitié nord du lac de Plau appartient à la zone naturelle protégée du littoral nord du Plauer See.